# SicherheitsPraxis
SicherheitsPraxis ist eine Fachzeitschrift für Errichterbetriebe, Gutachter, Planungsbüros und Systemhäuser für Sicherheitstechnik. Sie erschien erstmals im Jahr 2011 im Sicherheits-Fachverlag Heide & Klaus, der auch die Fachzeitschrift Security insight herausgibt und im April 2013 umfirmiert hat in ProSecurity Publishing GmbH & Co. KG. Fachredakteur ist Dr. Henning Salié, Verlagsleitung Ilse Klaus.

## Konzept
Die Zeitschrift richtet sich an Inhaber, Geschäftsführer und leitende Mitarbeiter von Errichterbetrieben, Planungsbüros und Systemhäusern; Gutachter, Sachverständige und Elektrikerbetriebe mit Geschäftsfeld Sicherheitstechnik. Die SicherheitsPraxis ist die einzige Fachzeitschrift im deutschsprachigen Raum, die sich zielgerichtet und ausschließlich auf den Informationsbedarf dieser sehr spezifischen Kernzielgruppe konzentriert. Die Zeitschrift vermittelt fachlich fundiertes Wissen über aktuelle Produkte, Systeme, Technologien sowie Hard- und Software, sie schärft die Sinne auf ganzheitliche Lösungen und ihre Verbindung zu anderen Gewerken und zeigt Wege zu deren Umsetzung in die Praxis.